# Ajuntament de Vallmoll
L'ajuntament de Vallmoll és un monument protegit com a bé cultural d'interès local del municipi de Vallmoll (Alt Camp).

## Descripció
L'antiga porta del castell de Vallmoll està situada en l'actual Casa de la Vila.
Es tracta d'una porta de grans dimensions, d'arc de mig punt i construïda amb grans carreus de pedra regulars. Cada brancal és format per cinc filades de carreus, mentre que l'arc de mig punt el formen un total de disset dovelles. A la part superior de la clau de l'arc es troba l'escut de la vila.

## Història
L'actual portal de la Casa de la Vila pertanyia al castell de Vallmoll, documentat des del segle xi. Aquest castell va passar a propietat de l'Ajuntament en ser venut pel seu propietari Josep Orga, l'11 de febrer de 1972. El portal va ser traslladat del seu emplaçament original l'any 1956, amb motiu de la remodelació de la casa de la vila i avui constitueix la porta d'accés a aquest edifici.